# سجاد عبدویی
سجاد عبدویی (زاده ۱۸ آبان ۱۳۷۴ در امیدیه) بازیکن فوتبال است برای باشگاه فوتبال شهرداری نوشهر بازی می‌کند.